# مكتبة الغازي خسرو بك

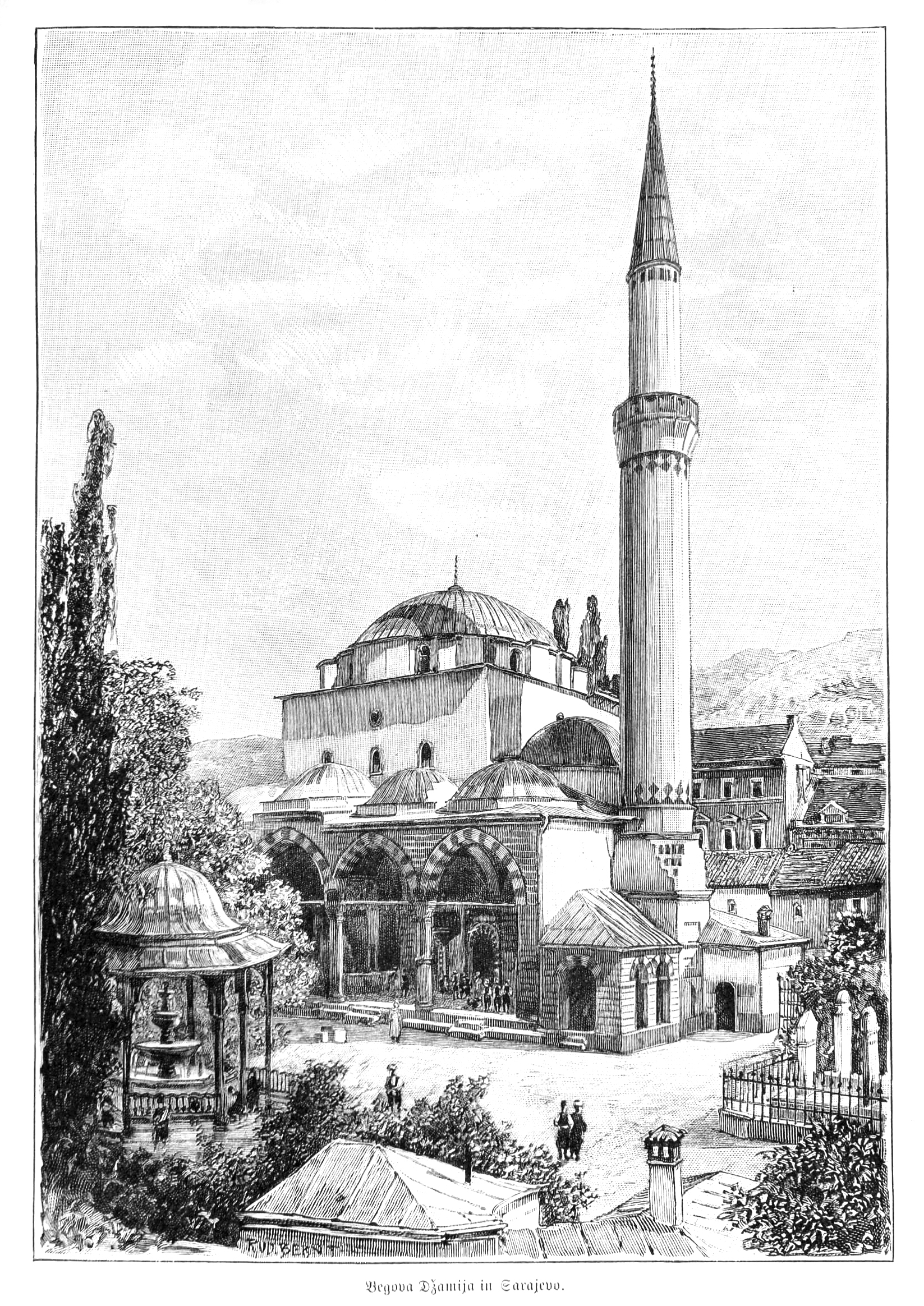
جامع الغازي خسرو بك، والذي حوى المكتبة قبل أن يتم إنشاء المبنى الجديد.

مكتبة الغازي خسرو بك هي مكتبة عامة تقع في سراييفو في البوسنة.
يعود تاريخ إنشاؤها إلى عام 1537 م. اعيد افتتاحه بمبنى جديد سنة 2014 م بتمويل من دولة قطر.